# Joseph Erlanger
Joseph Erlanger (San Francisco, California; 5 de enero de 1874-San Luis, Misuri; 5 de diciembre de 1965) fue un fisiólogo estadounidense, galardonado con el Premio Nobel de Medicina en 1944 por su trabajo sobre los axones, compartido con su colaborador Herbert Spencer Gasser (1888-1963).

## Semblanza
Erlanger nació en 1874 en San Francisco (California), en el seno de una familia de origen judío. Sus padres habían emigrado a los Estados Unidos desde el reino de Wurtemberg, Alemania y se conocieron en California durante la fiebre del oro. Joseph fue el sexto de los siete hijos nacidos de la pareja. Completó su graduación en química por la Universidad de Berkley en 1895, y se doctoró en 1899 por la Escuela de Medicina de la Universidad Johns Hopkins en Baltimore, Maryland, donde finalizó segundo de su clase.
Al graduarse, realizó un año de formación en el Hospital Johns Hopkins con William Osler y trabajó en un laboratorio de fisiología. También dio conferencias en la escuela sobre digestión y metabolismo. Interesado en la cardiología, investigó con Arthur D. Hirschfelder la forma en que la excitación muscular se transfiere desde la aurícula al ventrículo. Desarrolló y patentó un nuevo tipo de esfigmomanómetro capaz de medir la presión sanguínea desde la arteria braquial. Mientras trabajaba en el Johns Hopkins en 1901, publicó un artículo sobre el sistema digestivo de los caninos. Este documento llamó la atención de William Henry Howell, un profesor de fisiología del mismo hospital Johns Hopkins. Howell reclutó a Erlanger como profesor asistente, ascendiendo a profesor asociado poco antes de 1906.
En 1906, Erlanger aceptó un puesto como primer catedrático de fisiología en la Universidad de Wisconsin-Madison. En 1910 pasó a ser profesor en la Universidad Washington en San Luis, que le ofreció una mayor dotación presupuestaria para sus proyectos. Herbert Spencer Gasser, exalumno de Erlanger en Wisconsin, se unió al laboratorio de Erlanger poco después del traslado. Durante la Primera Guerra Mundial, ambos contribuyeron al esfuerzo de investigación examinando los efectos del choque circulatorio.. Como parte de este trabajo, Erlanger pudo producir el bloqueo cardíaco en un animal, sujetando el fascículo atrioventricular y ajustándolo. Juntos lograron amplificar en 1922 el potencial de acción del nervio isquiático en una rana, publicando los resultados en el American Journal of Physiology.
No están claros los motivos por los que la pareja de científicos tuvo un cambio tan repentino en su interés por la neurociencia, puesto que Erlanger ya era ampliamente respetado en el campo de la cardiología. En este nuevo campo, pudieron modificar un osciloscopio Western Electric para funcionar a voltajes bajos. Antes de esta modificación, el único método disponible para medir la actividad neuronal era la electroencefalografía, que solo podía mostrar la actividad eléctrica a gran escala. Con esta nueva tecnología, pudieron observar que los potenciales de acción se activaban en dos fases: un pico (aumento inicial) seguido de un pico posterior (una secuencia de cambios lentos en el potencial). Descubrieron que las neuronas se encuentran en muchas formas, cada una con su propio potencial de excitabilidad. Con esta investigación, descubrieron que la velocidad de los potenciales de acción era directamente proporcional al diámetro de la fibra nerviosa. La asociación entre los dos investigadores finalizó en 1931, cuando Gasser aceptó un puesto en la Universidad Cornell.. En 1944, ganaron el Premio Nobel en Medicina y fisiología por estos descubrimientos.
Erlanger murió en 1965 de una enfermedad cardíaca en San Luis (Misuri). La Joseph Erlanger House en San Luis fue designada como Hito Histórico Nacional el 8 de diciembre de 1976, en su condición de edificio de importancia nacional.

## Eponimia
- El cráter lunar Erlanger lleva este nombre en su memoria.[12]